# Rafael
Rafael je moško osebno ime.

## Izvor imena
Rafael je svetopisemsko ime. K nam je prišlo prek latinskega Raphael in grškega Ραφαηλ (Rhafaēl) iz hebrejskega imena Rafaél z nekdanjim pomenom »Bog je ozdravil« ali »Bog zdravi« 

## Različice imena
- moške različice imena: Rafaele, Rafko, Rafo
- ženska različica imena: Rafaela

## Tujejezikovne različice imena
- pri Čehih, Špancih: Rafael
- pri Italijanih: Raffaele
- pri Nemcih: Raphael
- pri Poljakih: Rafał

## Pogostost imena
Po podatkih Statističnega urada Republike Slovenije je bilo na dan 31. decembra 2007 v Sloveniji število moških oseb z imenom Rafael: 810. Med vsemi moškimi imeni pa je ime Rafael po pogostosti uporabe uvrščeno na 185. mesto.

## Osebni praznik
Po novem uvršča cerkveni koledar Rafaela skupaj z     Mihaelom in Gabrijelom na 29. september. V koledarju pa je 19. novembra še Rafael Jožef Kalinowski, poljski redovnik († 19. nov. 1917).

## Priimki nastali iz imena
Na Slovenskem se je ime Rafael pojavilo dokaj pozno in se nikoli ni bolj uveljavilo. To dokazujejo tudi redki priimki: Rafela, Rafel, Raffel.

## Znane osebe
- Rafael Bombelli, italijanski matematik
- Rafael Nadal, španski tenisač
- Raffaello Santi, italijanski renesančni slikar

## Zanimivost
- Po stari zavezi je Rafael eden od nadangelov, ki ga je Bog poslal pobožnemu Judu Tobiji v asirijskem suženjstvu.